# Târlișua
Târlișua è un comune della Romania di 3643 abitanti, ubicato nel distretto di Bistrița-Năsăud, nella regione storica della Transilvania.
Il comune è formato dall'unione di 10 villaggi: Agrieș, Agrieșel, Borleasa, Cireași, Lunca Sătească, Molișet, Oarzina, Răcăteșu, Șendroaia, Târlișua.
Târlişua ha dato i natali allo scrittore, romanziere e giornalista Liviu Rebreanu (1885-1944).